# Котроней
Котронѐй (на италиански: Cotronei, на местен диалект Cutrunii, Кутруний) е градче и община в Южна Италия, провинция Кротоне, регион Калабрия. Разположено е на 502 m надморска височина. Населението на общината е 5428 души (към 2012 г.).